# Seatoun AFC
Der Seatoun Association Football Club ist ein neuseeländischer Fußballklub aus Seatoun, einem Vorort von Wellington.

## Geschichte

### Männer
Der Klub wurde im Jahr 1909 gegründet. In den 1950er Jahren hatte er seine stärkste Zeit, als man in den Spielzeiten 1957 und 1958 zwei Mal hintereinander das Finale des Chatham Cups gewann.
In der Saison 1968 spielte die erste Mannschaft in der Division 2 und schaffte es von hier als Meister zur Saison 1970 in die Division 1 aufzusteigen. Dort verblieb man dann auch über einige Jahre, auch wenn man mal kurz von 1980 bis 1982 in der Division 2 spielte. Zurück in der Division 1 hielt man sich danach noch einmal bis zur Saison 1987. Danach musste man einen Abstieg bis in die Division 3 hinnehmen, aus der man erst nach der Saison 1990 entkam. Hiervon ging es dann wieder sehr schnell nach oben, bis man zur Saison 1993 sogar den Aufstieg in die Capital Premier schaffte.
Hier schloss man drei Mal in Folge eine Spielzeit auf dem achten Platz ab. Die letzte Saison hier endete dann auf dem fünften, wonach man trotzdem wieder in die Division 1 zurückging. Nachdem man dann in der Saison 1998 gar nicht antritt, zog man sich so sogar in die Division 2 zurück. Aus dieser stieg man aber direkt wieder auf und hielt sich seitdem größtenteils wieder in der Division 1 auf. Hin und wieder gelangen aber auch Ausflüge hoch in die Capital Premier. In der Saison 2022 spielte der Klub auch dort wieder.

## Erfolge
- Chatham Cup
  - Gewinner (2): 1957, 1958